# Пасадена (Тексас)
Пасадена (енгл. Pasadena) град је у америчкој савезној држави Тексас. По попису становништва из 2010. у њему је живело 149.043 становника.

## Демографија
Према попису становништва из 2010. у граду је живело 149.043 становника, што је 7.369 (5,2%) становника више него 2000. године.
|                   | 2010.            | 2000.            |
| Укупно            | 149 043 (100,0%) | 141 674 (100,0%) |
| Хиспаноамериканци | 92 692 (62,19%)  | 68 348 (48,24%)  |
| Белци             | 48 734 (32,70%)  | 66 923 (47,24%)  |
| Афроамериканци    | 3 485 (2,338%)   | 2 316 (1,635%)   |
| Азијати           | 3 150 (2,113%)   | 2 589 (1,827%)   |
| Остали            | 982 (0,659%)     | 1 498 (1,057%)   |

## Партнерски градови
- Хадано